# Youngblood (1986)
Youngblood is een Amerikaanse drama- sportfilm uit 1986. Deze werd geregisseerd door Peter Markle die ook meeschreef aan het script.

## Synopsis
Dean is een jonge ijshockeyspeler die droomt om mee te spelen in de National Hockey League. Om dit te bereiken zal hij ook zichzelf moeten overwinnen.

## Hoofdrollen
| Acteur         | Personage       |
| -------------- | --------------- |
| Rob Lowe       | Dean Youngblood |
| Patrick Swayze | Derek Sutton    |
| Cynthia Gibb   | Jessie Chadwick |